# Fortaleza de Atskuri

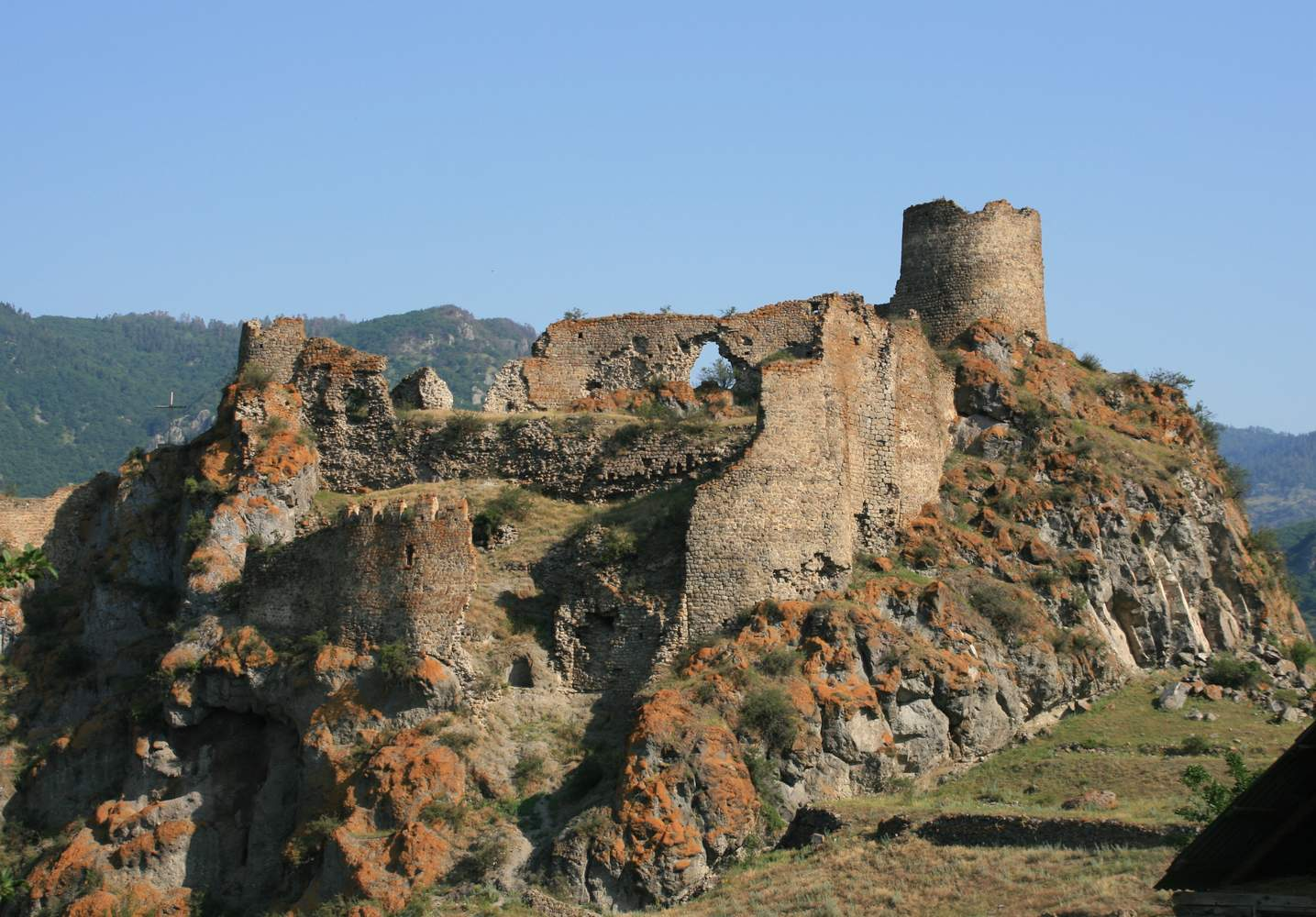
Fortaleza de Atskuri

A fortaleza de Atskuri (em idioma georgiano : აწყურის ციხე) é uma fortaleza feudal georgiana na margem direita do Rio Kura, a cerca de 30 quilômetros de Borjomi, na região de Mesquécia-Javaquécia.

## História
Construída no século X, a fortaleza Atskuri foi um importante reduto para a defesa de Geórgia durante a Idade Média. Em 1260, o exército mongol, liderado por Argum Aca, sitiou a fortaleza quando o rei Davi de Geórgia se rebelou contra o governo mongol. No final do século XIII, um terremoto devastador atingiu toda a área e a fortaleza. O edifício encontra-se em ruínas e não apresenta uma estrutura homógena, mas ainda há o antigo túnel de entrada para a prisão escavado na rocha. As muralhas da fortaleza conservam-se as partes baixas, que se confundem com as rochas do próprio terreno íngreme da montanha. Devido ao estado da fortaleza, foram encomendadas obras de reforço urgente na parte mais danificada da muralha norte de Atskuri.
Foi declarada monumento cultural de importância nacional da Geórgia.